# Platynectes australicus
Platynectes australicus är en skalbaggsart som beskrevs av Borislav Guéorguiev 1972. Platynectes australicus ingår i släktet Platynectes och familjen dykare. Inga underarter finns listade i Catalogue of Life.